# Calendula suffruticosa
Calendula suffruticosa — вид квіткових рослин родини айстрові (Asteraceae). лат. suffruticosa — «стає чагарниковим».

## Опис
Багаторічна, деревна біля основи рослина. Висхідні або сланкі стебла, сильно розгалужені, до 4 дм. Нижнє листя від лопатчатих до обернено-ланцетних, верхні від довгастих або еліптичних до ланцетних, гострі або тупі. Листки чергові, трохи волохаті. Суцвіття діаметром голови 3,5 см, колір від жовтого до помаранчевого, променеві квіти довжиною 20–30 мм. Квітне з лютого по червень. Насіння 2–3 мм завдовжки, у формі півмісяця.

## Поширення
Північна Африка: Алжир; Марокко; Туніс. Західна Азія: Туреччина. Європа: Греція; Італія; Мальта; Португалія; Іспанія.
Росте у піщаних районах поблизу узбережжя.

## Галерея

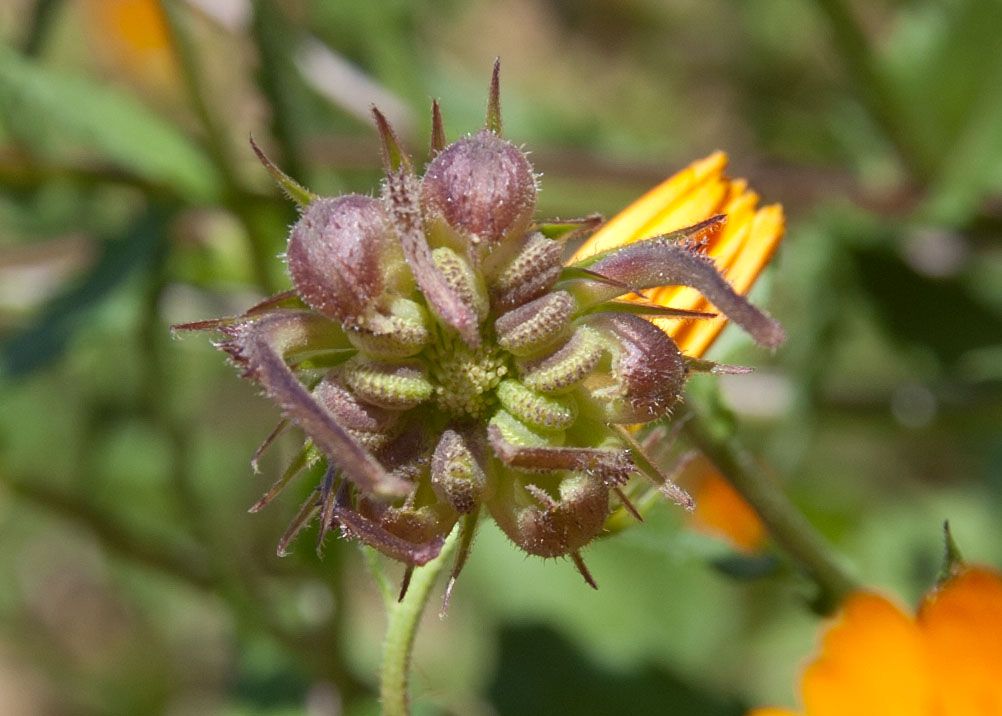
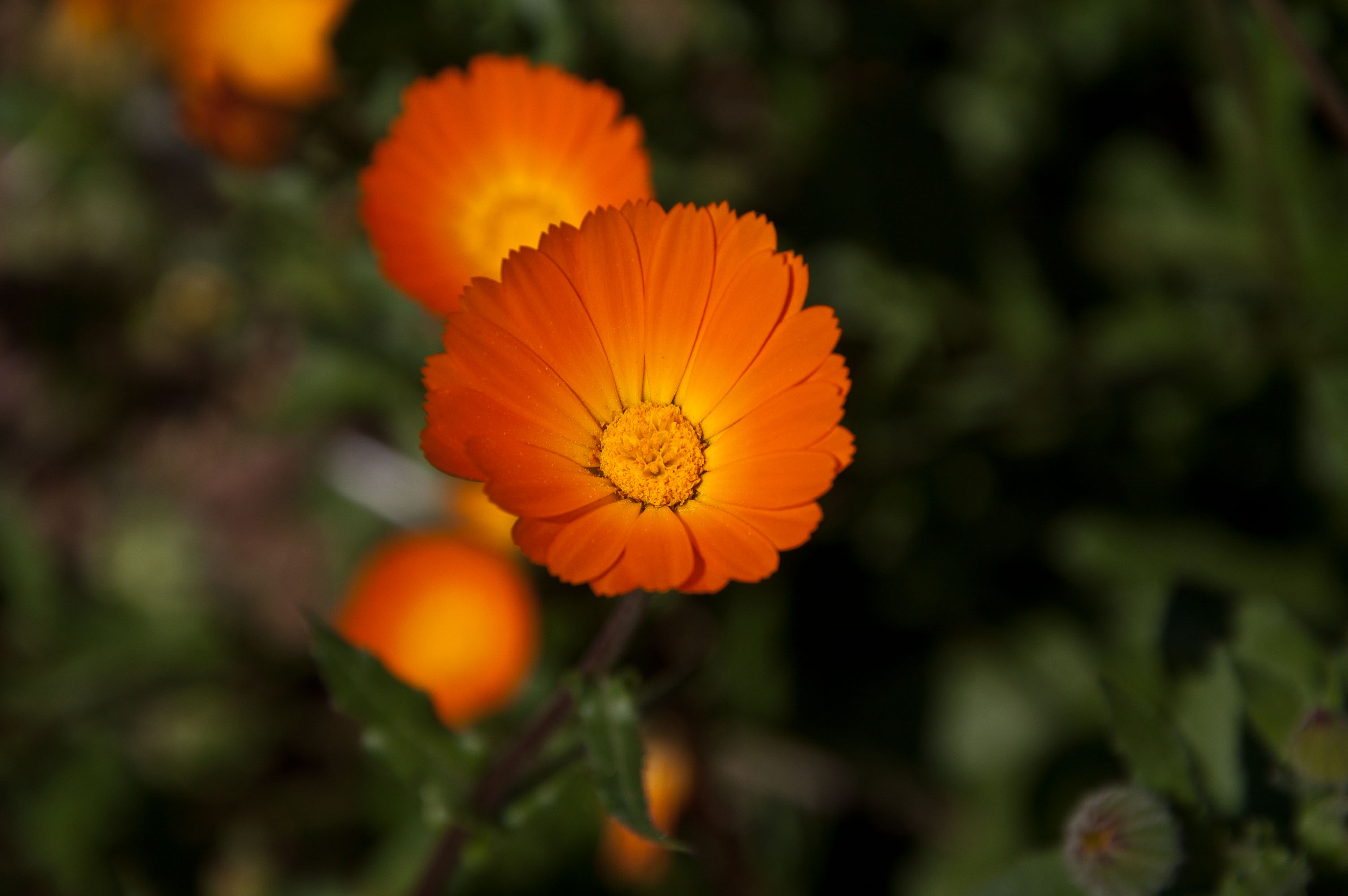
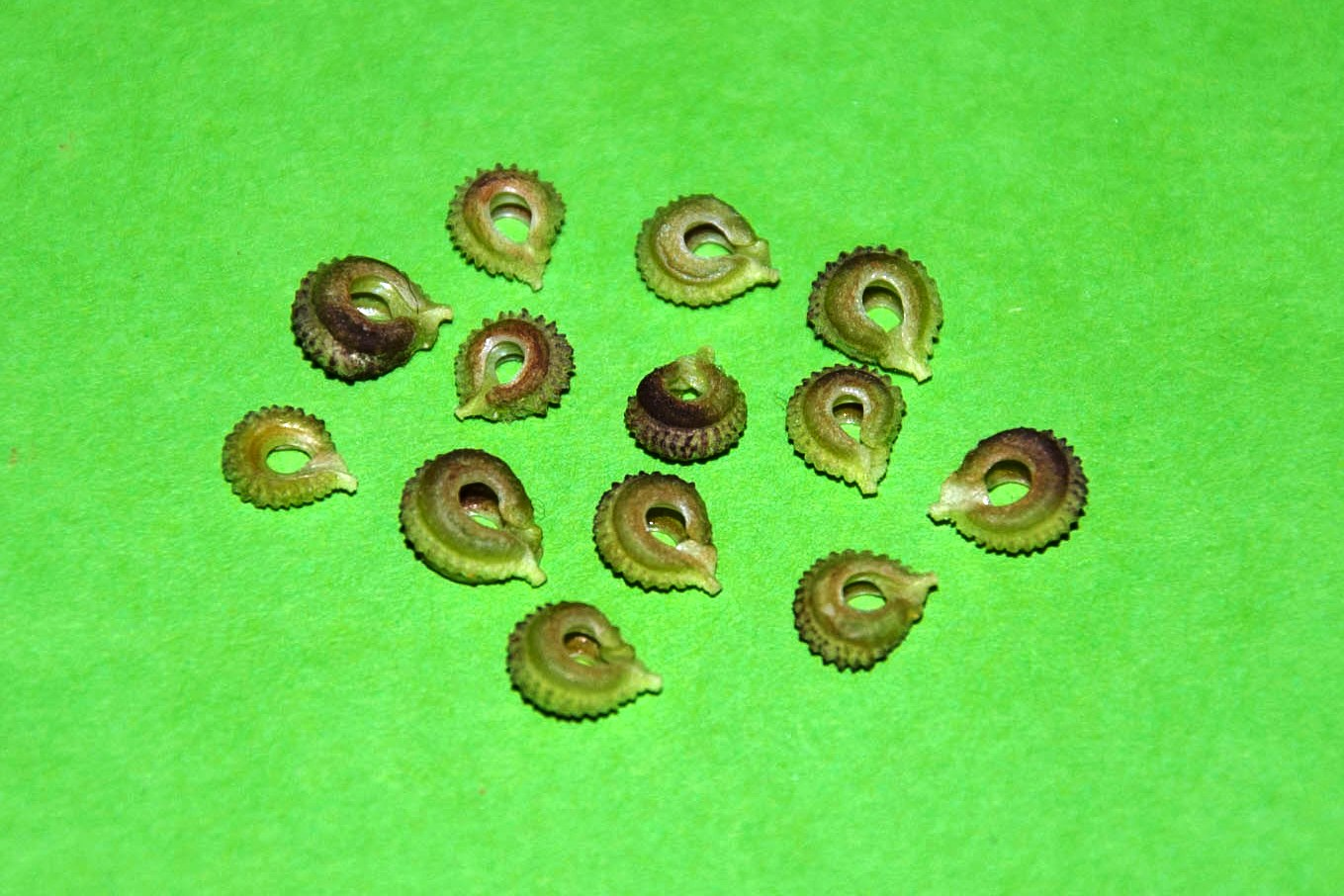

|  | Це незавершена стаття про айстрові. Ви можете допомогти проєкту, виправивши або дописавши її. |